# Max Miller (Soziologe)
Max Miller (* 2. Januar 1944) ist ein deutscher Soziologe. Er war von 1992 bis zu seiner Emeritierung im Jahr 2009 Inhaber des Lehrstuhls für Soziologische Theorien an der Universität Hamburg. Seit 2012 ist er Honorarprofessor an der Philosophischen Fakultät der Leibniz Universität Hannover, seit 2016 zudem Seniorprofessor am Fachbereich Gesellschaftswissenschaften der Goethe-Universität in Frankfurt am Main. Seine aktuellen Schwerpunkte in Lehre und Forschung sind moderne Gesellschaftstheorien, Theorien des kollektiven (diskursiven, systemischen) Lernens und Theorien der sozialen Evolution.

## Leben
Nach dem Studium der Philosophie und Germanistik (Staatsexamen) und einem Zweitstudium in Soziologie und Psychologie in Freiburg, Berlin, Münster und Frankfurt war er zunächst wissenschaftlicher Mitarbeiter (Linguistik) an der Universität Frankfurt am Main und dann fast 10 Jahre wissenschaftlicher Mitarbeiter am Max-Planck-Institut für Bildungsforschung (Berlin) und am Max-Planck-Institut für Psycholinguistik in Nijmegen, danach am Max-Planck-Institut zur Erforschung der Lebensbedingungen der wissenschaftlich-technischen Welt in Starnberg und am Max-Planck Institut für Sozialwissenschaften in München. In den Jahren 1978–1983 war er Mitarbeiter von Jürgen Habermas an den beiden zuletzt genannten Max-Planck-Instituten.
In den Jahren 1985–1992 war er Heisenberg-Stipendiat der Deutschen Forschungsgemeinschaft und Jean Monnet Fellow am Europäischen Hochschulinstitut in Florenz.
Von 1995 bis 2000 war er Sprecher der Sektion Soziologische Theorien der Deutschen Gesellschaft für Soziologie (DGS).
Seine Publikationsliste umfasst Monographien, Beiträge in Sammelbänden und Zeitschriftenaufsätze auf den Feldern der frühkindlichen Sprachentwicklung, der Argumentations- und Moralentwicklung bei Kindern und Jugendlichen und des diskursiven und systemischen Lernens auf der Ebene von sozialen Gruppen, Organisationen und Gesellschaften. Weitere Veröffentlichungen beziehen sich auf aktuelle Theorieparadigmen in der Soziologie (vor allem Systemtheorie, Theorie der rationalen Entscheidung, Kulturtheorien und kritische Theorie) und auf Theorien des Kapitalismus im Zeitalter der Globalisierung.

## Publikationen (Auswahl)
- The Logic of Language Development in Early Childhood, Berlin, Heidelberg, New York: Springer Verlag 1979 (Springer Series in Language and Communication 3).
- Kollektive Lernprozesse – Studien zur Grundlegung einer soziologischen Lerntheorie, Frankfurt am Main: Suhrkamp Verlag 1986.
- Modernität und Barbarei. Soziologische Zeitdiagnose am Ende des 20. Jahrhunderts, Herausgabe und Einleitung, Ko-Autor: Hans-Georg Soeffner, Frankfurt am Main: Suhrkamp Verlag 1996.
- (Hg. und Einführung): Worlds of Capitalism. Institutions, Governance, and Economic Change in the Era of Globalization, London/New York: Routledge 2005 (Series: Governance and Change in the Global Era).
- Dissens. Zur Theorie diskursiven und systemischen Lernens, Bielefeld: transcript Verlag 2006.